# Greg Ham
Gregory Norman Ham (Melbourne, 27 september 1953 – Carlton North, 19 april 2012) was een Australisch songwriter, acteur en saxofonist. Hij was met name bekend als musicus in de jaren tachtig in de band Men at Work. Op 19 april 2012 werd hij dood aangetroffen in zijn huis.
Greg Ham werd 58 jaar.
- Biblioteca Nacional de España: XX1753991
- International Standard Name Identifier: 0000 0000 6303 1542
- MusicBrainz: c8927e72-ccac-4ec8-90e5-00282396e0c5
- Nederlandse Thesaurus van Auteursnamen: 071295097
- Virtual International Authority File: 87536133
- WorldCat: E39PBJf8vfVgDM6bghYjgq3JDq